# Colossos – Kampf der Giganten
Colossos – Kampf der Giganten (ehemals nur Colossos), vgl. altgriechisch κολοσσός kolossós, deutsch ‚(riesiges) Standbild‘, ist eine Holzachterbahn im Heide Park Resort (Soltau, Niedersachsen, Deutschland). Sie war bis zum Jahr 2006 mit 110 km/h das weltweit zweitschnellste Fahrgeschäft ihrer Art. Die vom Ingenieurbüro Stengel entworfene und von Intamin gebaute Achterbahn wurde nach Baukosten von ca. 45 Millionen DM am 13. April 2001 eröffnet. Sie ist 1344 m lang, 53 m hoch und hat 2 Züge. Colossos wurde 2016 auf Grund einer kompletten Sanierung der Schiene für 3 Jahre außer Betrieb genommen, am  19. April 2019 wurde Colossos mit neuen Schienen und einer neuen Thematisierung wiedereröffnet.

## Fahrablauf und Technik
Für die von Werner Stengel entworfene Bahn wurde eigens ein neues Schienenprofil entwickelt. Sie wurde vom Schweizer Achterbahnenbauer Intamin und der deutschen Holzbaufirma Cordes realisiert. Nach dem Lifthill kommt eine 120°-Kurve, dann fährt die Bahn mit maximal 110 km/h bei einer Neigung von 61° den First Drop herunter, auf den zwei Airtime-Hügel folgen. Danach kommt die Kehrtwende und ein langgezogener Hügel, auf dem Floating Airtime zu spüren ist. Der Rest der Fahrt besteht aus einer nach unten verlaufenden 480°-Helix und drei Bunny Hops. Auf dem dritten Bunny Hop steht seit der Saison 2019 ein Monster, welches auf den ersten Blick die Schiene aus der Verankerung gerissen hat. In Wirklichkeit fährt man dann aber durch das Monster hindurch und fliegt nicht aus der Schiene. Vor und während der Durchfahrt durch das Monster speit es nach oben hin Feuer und brüllt. Danach folgt eine 180°-Kurve. Am Ende der Fahrt wird der Zug mit Wirbelstrombremsen abgebremst und von Reibrädern wieder in die Station gebracht.
Maximal treten bei der gesamten Fahrt Beschleunigungen bis zu 4,5g auf. Außerdem wirken stellenweise bis zu −1,5g, die Fahrgäste werden also mit der eineinhalbfachen Erdbeschleunigung aus ihren Sitzen „gezogen“.
Die Fahrzeit der 1344 Meter langen Achterbahn beträgt 2 Minuten 23 Sekunden pro Durchlauf. Es fahren zwei Züge auf der Bahn, von denen jeder 30 Personen fasst, was zu einer maximalen theoretischen Kapazität von knapp 1500 Personen pro Stunde führt. Die Fahrgäste werden doppelt gesichert, indem sie zuerst einen Sicherheitsgurt und danach den Sicherheitsbügel anlegen müssen. Die Sitzreihen eines Wagens sind im sogenannten Stadium-Seating angeordnet, die Mitfahrer sitzen also wie in einem Stadion von Reihe zu Reihe 10 cm höher, um eine bessere Sicht zu erhalten.
Bei der Planung war aufgrund der neuen Züge und Schienen nicht genau berechenbar, wie sich diese auf die Geschwindigkeit der Bahn auswirken würden, und es wurde erst später klar, dass die Achterbahn schneller als geplant war. Deshalb wurden seit der Eröffnung im First Drop sowie in den Abfahrten der ersten beiden Hills jeweils eine Wirbelstrombremse eingebaut, die den Zug etwas herunterbremsen, um die Beschleunigungen auf und zwischen den Hills erträglich zu halten. Diese Wirbelstrombremsen sind heute schaltbar ausgelegt und können von der Steuerung der Bahn nach Bedarf automatisch ein- und ausgeschaltet werden. Der Bedarf einer flexiblen Abbremsung hängt damit zusammen, dass Achterbahnen in Abhängigkeit von den Wetterverhältnissen deutliche Unterschiede in der Maximalgeschwindigkeit haben können.
Im Jahr 2012 wurde der obere Teil der Freiheitsstatue des Parks bei Colossos montiert. Die Achterbahn gehört nun zum Land der Vergessenen.
Im Jahr 2015 wurde der Einstiegsbereich um einen Kran erweitert, um Rollstuhlfahrer in den Zug und wieder heraus heben zu können.
Am 28. Juli 2016 wurde die Achterbahn wegen unerwarteter Reparaturarbeiten und Austausch von Schienenteilen bis auf weiteres außer Betrieb genommen.
Im Januar 2017 teilte der Heide Park auf seiner Website mit, dass Colossos „trotz aller Anstrengungen leider nicht wie erhofft zum Saisonstart 2017 den Betrieb wieder aufnehmen könne“. Auch einen Eröffnungstermin konnte der Park zu diesem Zeitpunkt nicht nennen. Im März 2017 teilte der Heidepark mit, die Bahn werde während der Saison 2017 nicht mehr öffnen. Der Grund dafür sei, dass die Schiene nicht mehr in den ursprünglichen Parametern sei. Da die Schiene eine Spezialanfertigung sei, könne sie nicht in Einzelteilen ausgetauscht werden, sondern müsse komplett erneuert werden.
Da der Heide-Park zur Merlin Entertainments Group gehört, konnte er nicht selbst über das Schicksal von Colossos entscheiden, sondern musste auf die Entscheidung des Konzerns warten. Diese wurde zu Saisonstart 2018 bekanntgegeben. Merlin entschied sich aufgrund der hohen Beliebtheit der Attraktion Colossos zu erhalten und sanieren zu lassen, was durch die Komplexität und der hohen Kosten einem Neubau gleichkommt. Aufgrund von Umfragen entschied Merlin, Colossos nicht zu einer Hybridachterbahn umzubauen, sondern sie als reine Holzachterbahn weiterzuführen. Zu Saisonbeginn 2018 rückten Baufahrzeuge an, welche mit den ersten Bodenarbeiten begannen. Gegen Saisonende 2018 verkündete der Heide-Park, dass Colossos zukünftig den Namenszusatz Kampf der Giganten tragen werde und die angekündigte Überraschung somit eine neue Thematisierung der Achterbahn sein wird.
Am 19. April 2019 wurde Colossos – Kampf der Giganten wiedereröffnet.

## Rekorde
Laut Guinness World Records war die Bahn bis zum Frühjahr 2003 die steilste Holzachterbahn der Welt und wurde 2003 durch Balder im schwedischen Liseberg abgelöst. Obwohl in den folgenden Jahren weitere Bahnen Colossos in dieser Wertung überholten, schmückt der Heide-Park den Eingang des Stationshäuschens bis heute mit dem Guinness-World-Records-Zertifikat, welches Colossos als die steilste Holzachterbahn der Welt benennt.
Um den Titel der höchsten Holzachterbahn der Welt konkurrierte sie lange Zeit mit Son of Beast (Kings Island, Vereinigte Staaten), die zwar höher war, aber bis 2006 durch ihren Looping aus Stahl nicht immer als reine Holzachterbahn anerkannt wurde.
Nach einem Zwischenfall im Jahr 2006 wurde dann der Looping von Son of Beast demontiert, um die Bahn mit leichteren Zügen ausstatten zu können. Damit fehlte der umstrittene Stahlabschnitt der Bahn, wodurch Colossos jeden Titel im weltweiten Vergleich verlor. Den Titel der schnellsten Holzachterbahn der Welt hatte Colossos bereits zuvor im selben Jahr durch die Eröffnung von El Toro (Six Flags Great Adventure) verloren. Die aktuellen Rekordhalter in der Höhe sind die 56 m hohe T Express (Everland, Südkorea) und die 55,2 Meter hohe El Toro (Six Flags Great Adventure, Vereinigte Staaten), deren Layout an Colossos orientiert ist.
2003 wurde ein neuer Bahnrekord auf Colossos aufgestellt: Klaus Peter Beier aus Alpen/NRW und sein Freund Roland Speck aus Voerde/NRW haben es geschafft, den alten Rekord der Holzachterbahn Colossos mit 46 Fahrten hintereinander zu überbieten und sogar die magische Zahl „100“ zu erreichen. Nach etwas mehr als sechseinhalb Stunden hatten sie es geschafft.

## Thematisierung
Von 2012 bis 2015 war die Freiheitsstatue, die ehemals auf dem zentralen See des Parks stand, das einzige richtige Themingelement der Bahn. Für das 15. Jubiläum wurde 2016 eine Story für die Bahn entworfen, die durch einige Themingelemente in der Warteschlange erzählt werden sollte.
Mit der Wiedereröffnung 2019 wurde Colossos in einem neuen verbrannten Style neu thematisiert.

## Weiteres
Auf der offiziellen Seite des Herstellers Intamin wird für Colossos eine Höhe von 53 m angegeben. In den Internet- und einigen anderen Quellen wird die Höhe der Bahn meist mit 60 m angegeben und vom Park auch entsprechend beworben. In anderen und älteren Publikationen ist jedoch auch die realistischere Höhe von 53 m zu finden.

## Bilder

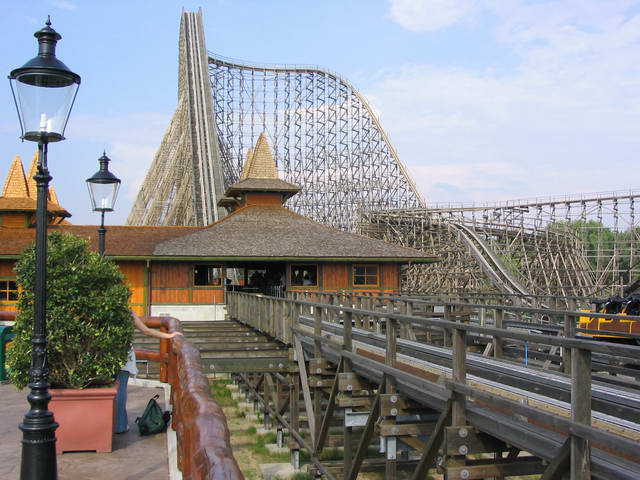
Bremsstrecke und Stationshäuschen von Colossos
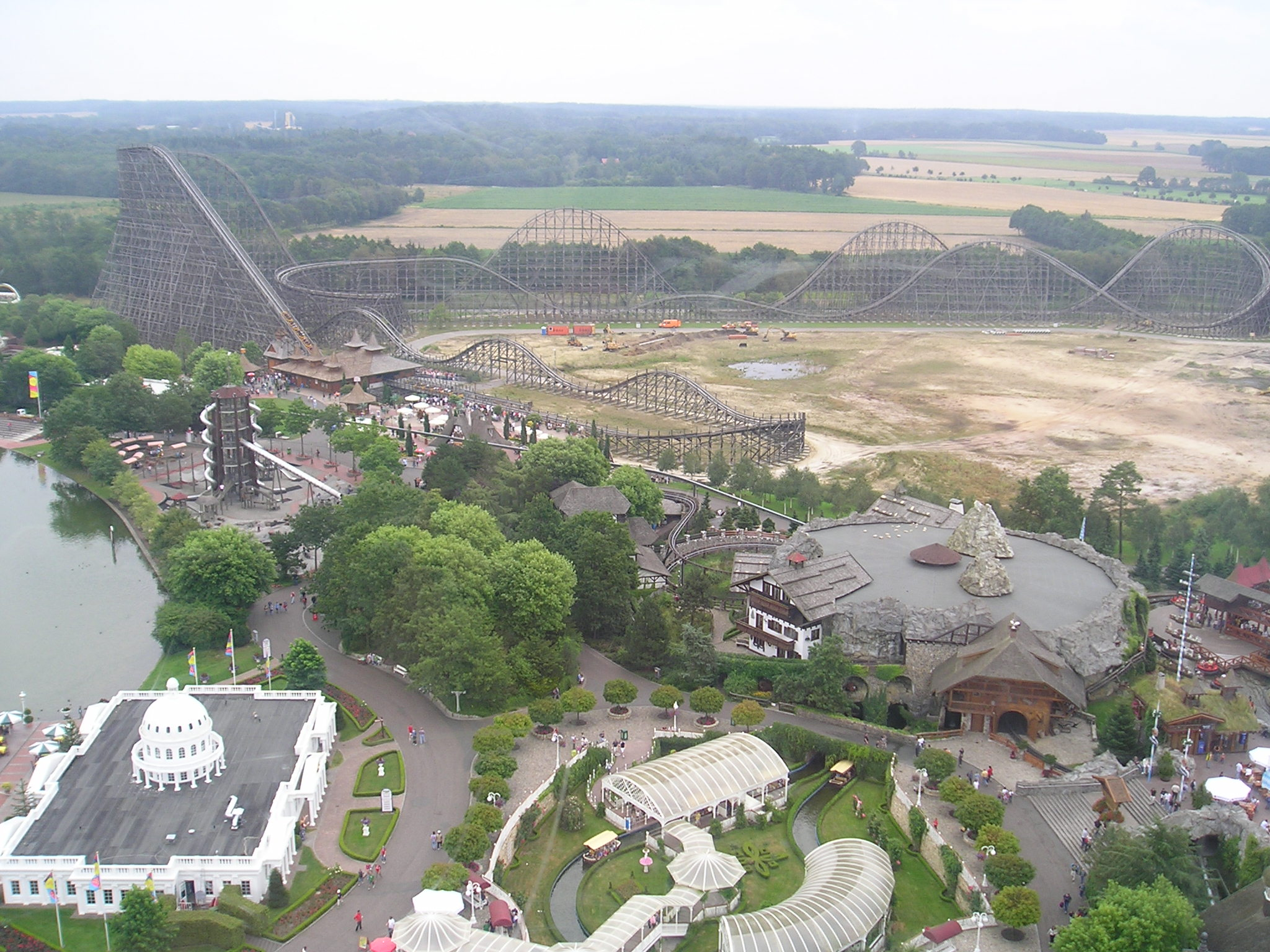
Gesamtüberblick über Colossos
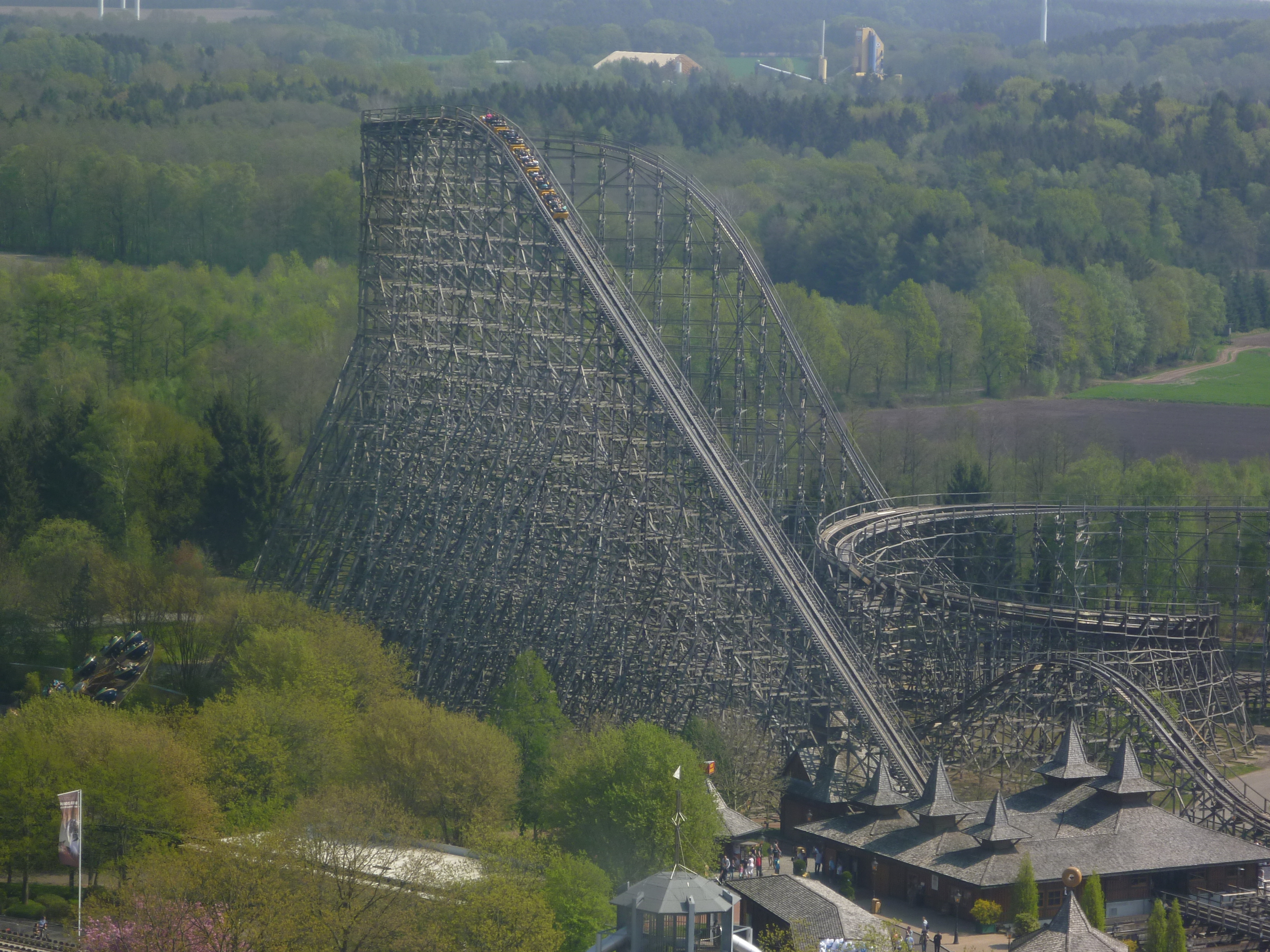
Größenvergleich
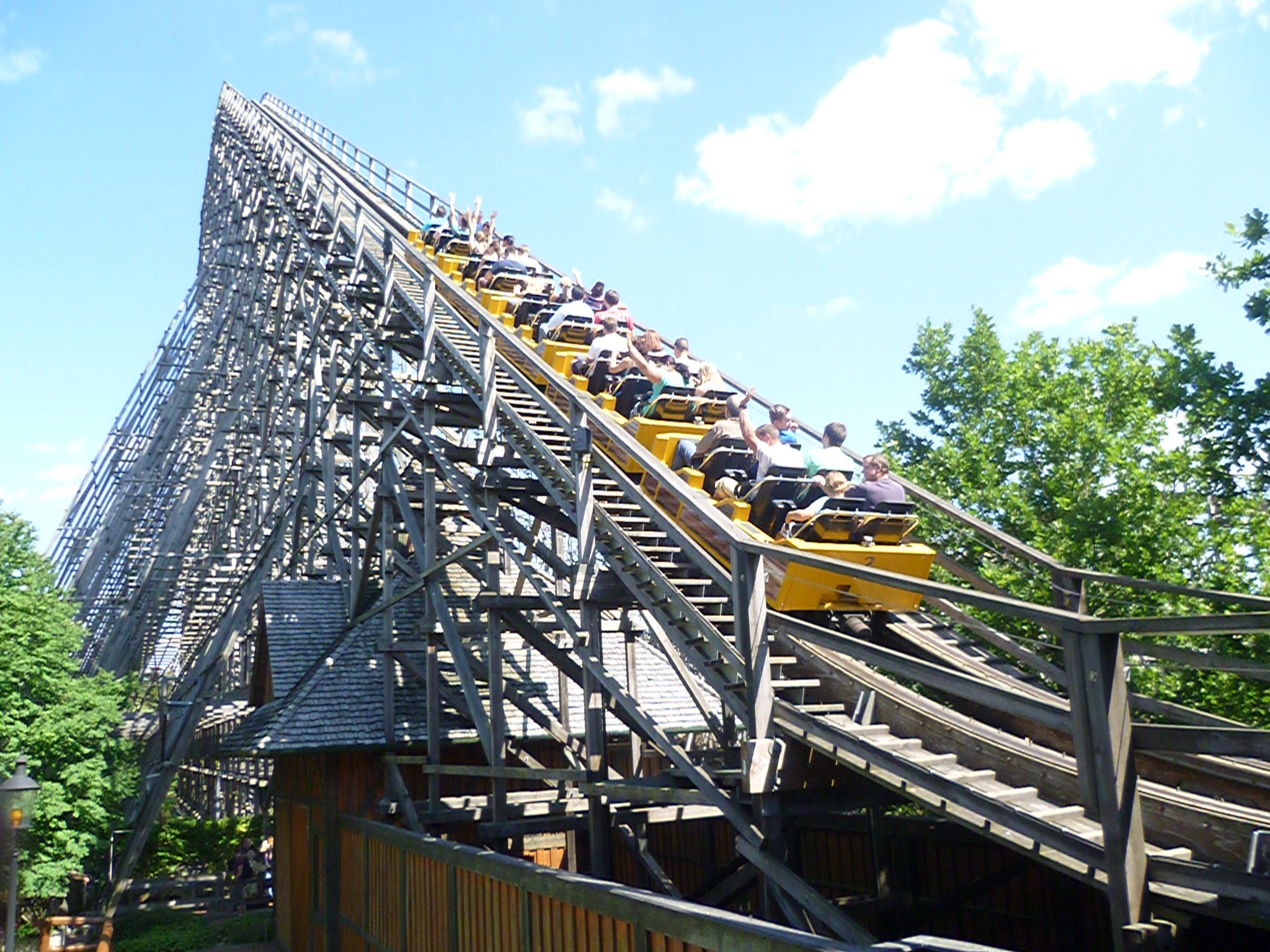
Neuer Zug auf dem Lift
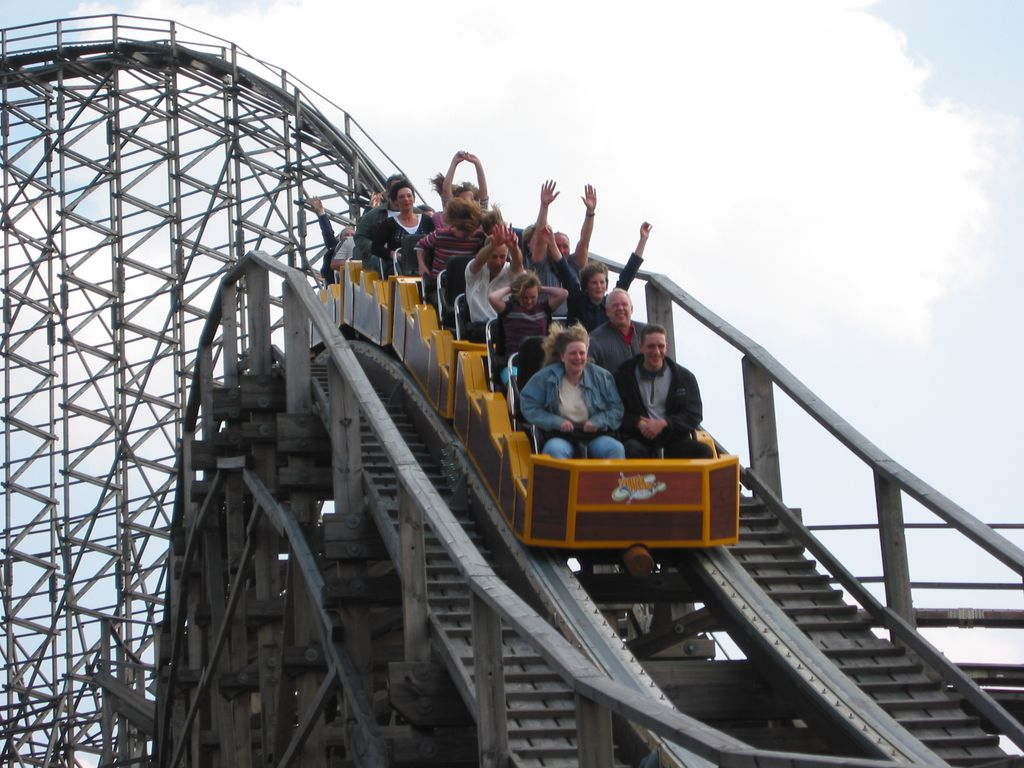
Alter Zug auf dem Bunnyhop
Der Personenkran